# Biserica Adormirea Maicii Domnului - Scaune din București

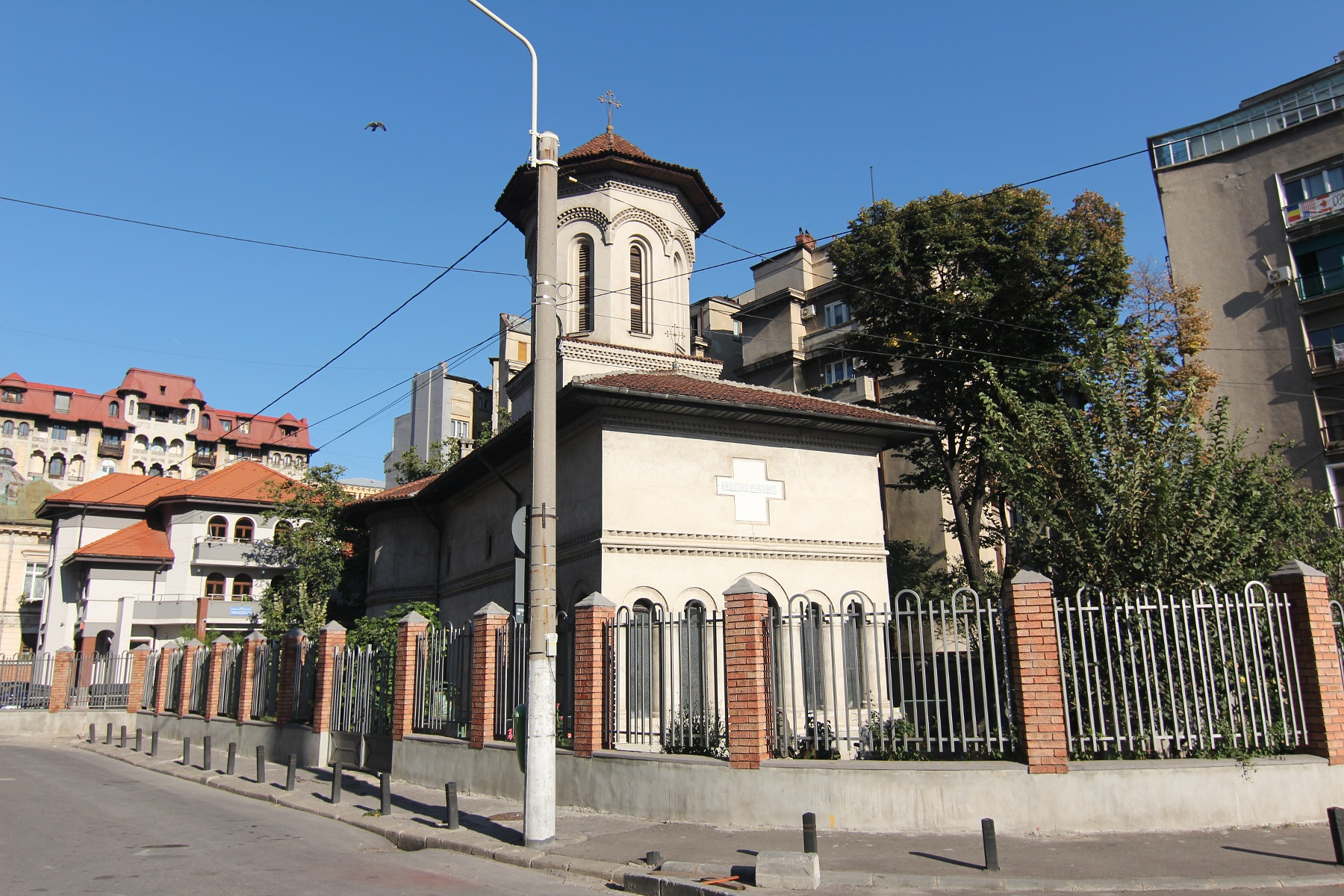
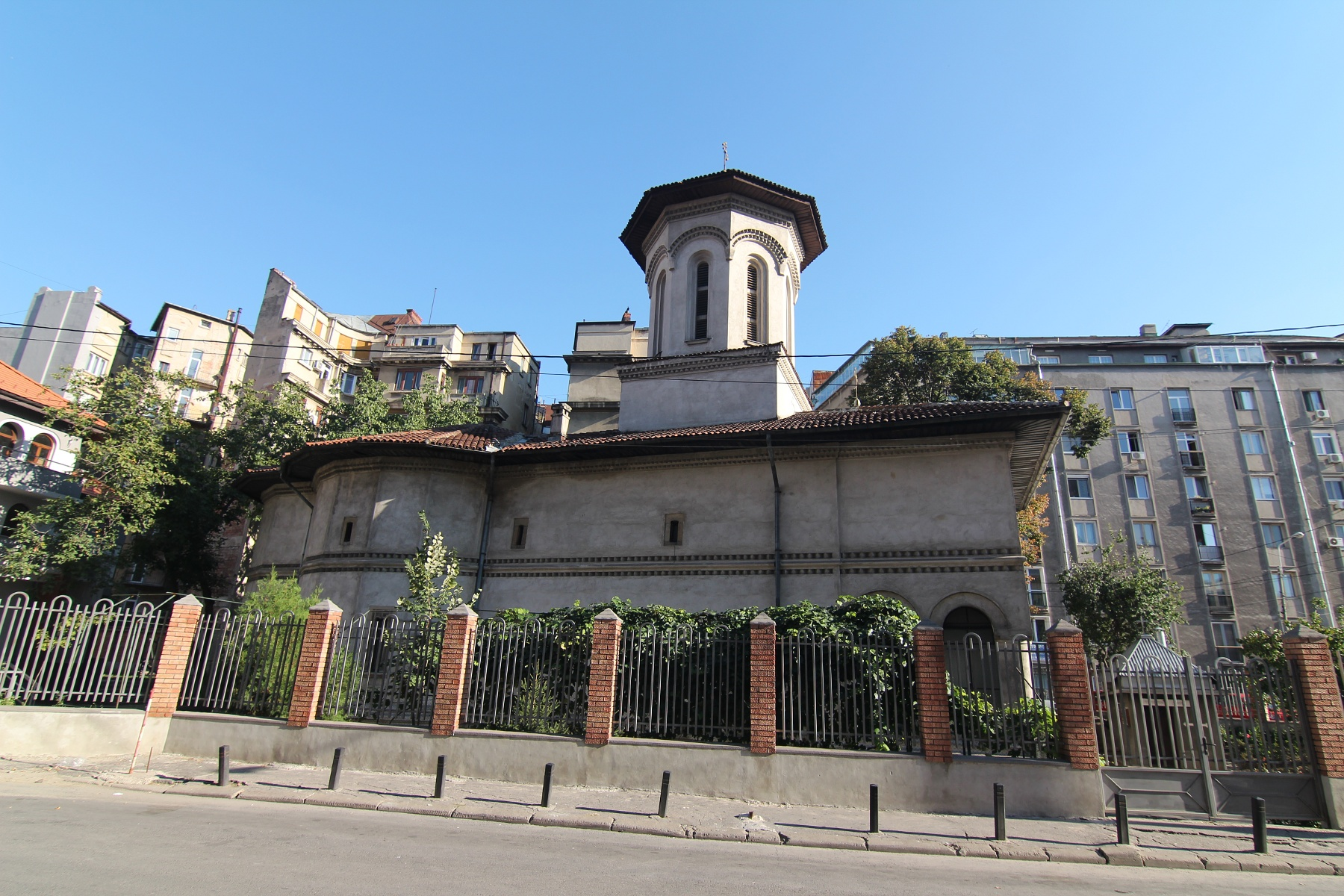
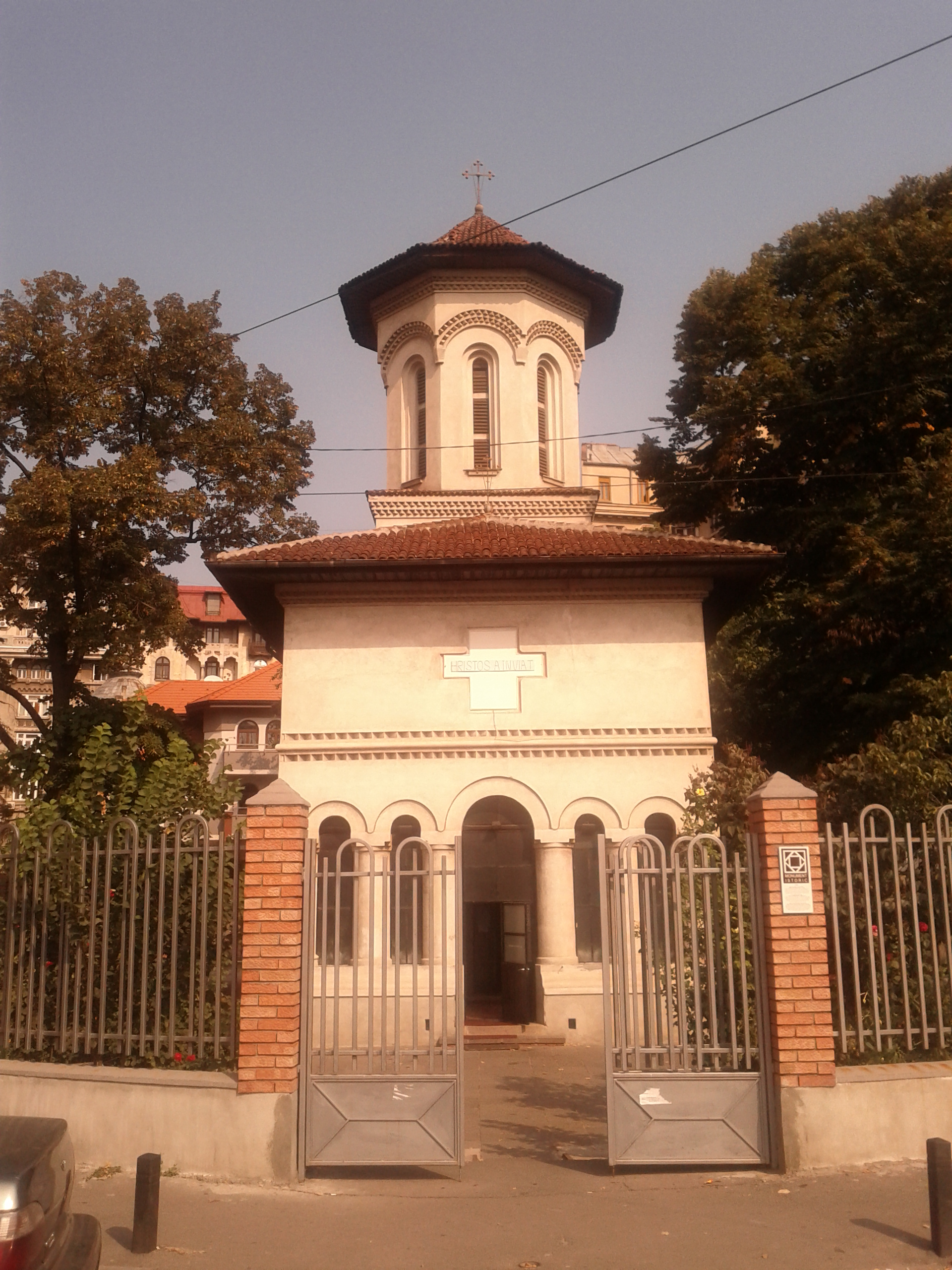
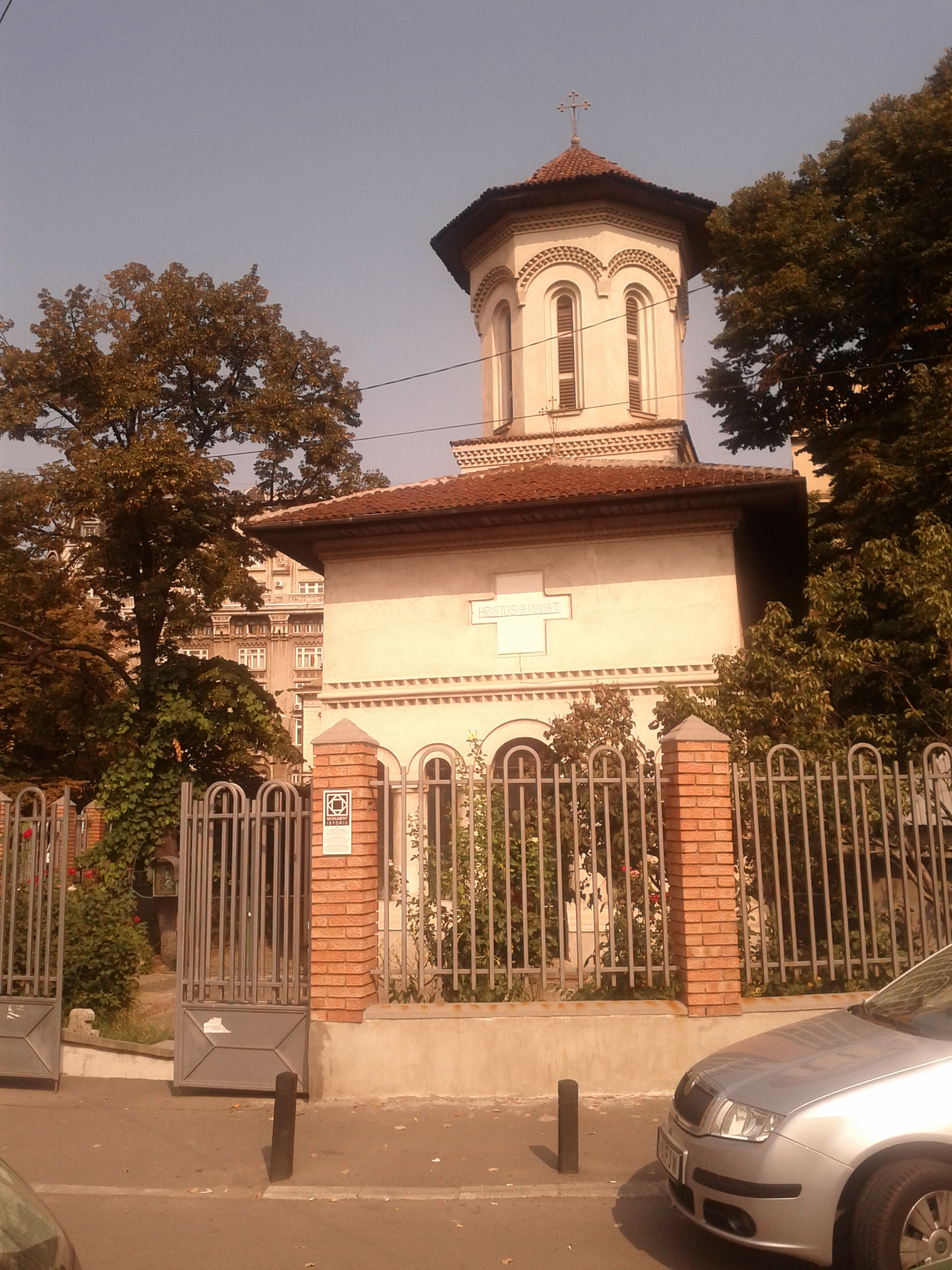
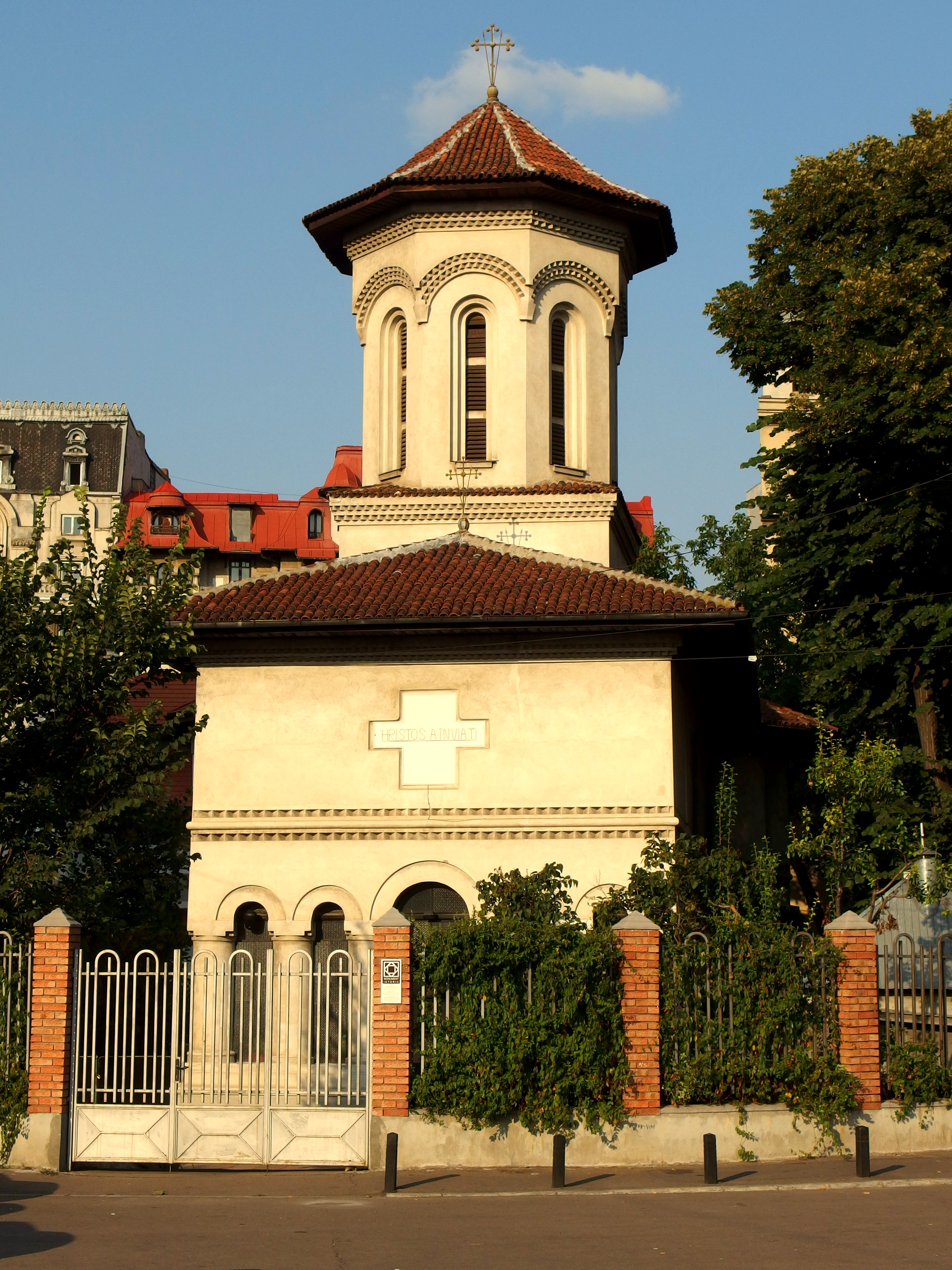

Biserica Adormirea Maicii Domnului - Scaune din București este un monument istoric aflat pe teritoriul municipiului București. În Repertoriul Arheologic Național, monumentul apare cu codul 179132.119.